# باول تومسون (لاعب كرة قدم أمريكية)
باول تومسون (بالإنجليزية: Paul Thompson)‏ هو لاعب كرة قدم أمريكية أمريكي، ولد في 23 نوفمبر 1983 في ليندر في الولايات المتحدة.